# Wilhelm Tell (dramat)
Wilhelm Tell (niem. Wilhelm Tell) – ostatni ukończony dramat Friedricha Schillera z 1804 roku. Historia opowiada o legendarnym szwajcarskim strzelcu wyborowym, Wilhelmie Tellu i jego walce z habsburską monarchią we wczesnym okresie XIV wieku.

## Opis fabuły
Akt 1
Scena 1 –  w samym środku Szwajcarii, na wysokim stromym brzegu skalnym Jeziora Czterech Kantonów. Pieśń wstępna oddaje dokładnie istotę charakteru Tella. Pasterz, myśliwy i rybak rozmawiają o nadchodzącej niepogodzie, gdy zjawia się zbieg: Konrad Baumgarten. Żołnierze habsburscy ścigają go, gdyż ten zabił majordoma kantonu Unterwalden Wolfenschiessena, który chciał zgwałcić jego żonę. Wilhelm Tell się zbliża i wszyscy nagabują rybaka, aby ten przewiózł zbiega przez jezioro, on jednak widzi nadciągający wiatr i waha się. Tylko Tell zbiera się na odwagę i odnosi sukces. W ramach odwetu żołnierze niszczą po drodze chaty i stada zwierząt.
Scena 2 – W Szwajcarii chłopka Gertrud Staufffacher namawia swojego męża, aby ten zmówił się z innymi osobami i wystąpił przeciw habsburskiej tyranii.
Scena 3 – W kantonie Uri, w jego głównym mieście o nazwie Altdorf, chłopi i rzemieślnicy ciężko pracują dla swoich panów. W ramach zakończenia dawnej niezależności prawnej szwajcarskich miejscowości ma być wzniesiony zamek Zwingburg. Kapelusz głównego zarządcy Hermanna Gesslera zostaje zawieszony na drążku, a wszyscy przechodzący są zobowiązani mu się kłaniać.
Scena 4- Werner Stauffacher z kantonu Schwyz, także młody mieszkaniec kantonu Unterwalden Arnold von Melchtal, zbiegły syn despotycznie ograbionego i oślepionego chłopa, oraz Waler Fürst zmawiają się na potężny bunt.
Akt 2
Scena 1 – ukazuje niejednomyślność osiadłej szlachty. Leciwy baron von Attinghausen wyraża zrozumienie dla niepokoju społeczności, jego młody bratanek Ulrich von Rudenz natomiast bierze stronę Habsburgów.
Scena 2 – jest kluczowa dla sztuki. Spiskowcy z kantonów Uri, Schwyz i Unterwalden gromadzą się w świetle księżyca na łące górskiej Rütli, pośród nich Fürst, Stauffacher i Melchthal, jednak bez Willhelma Tella. Pod przywództwem Itel Reding tworzą zgromadzenie ludowe i zakładają przymierze – tzw. pierwsze europejskie zebranie konstytucyjne. Postanawiają przepędzić habsburskie władze okupujące i uzgadniają szczegóły planu.
Akt 3

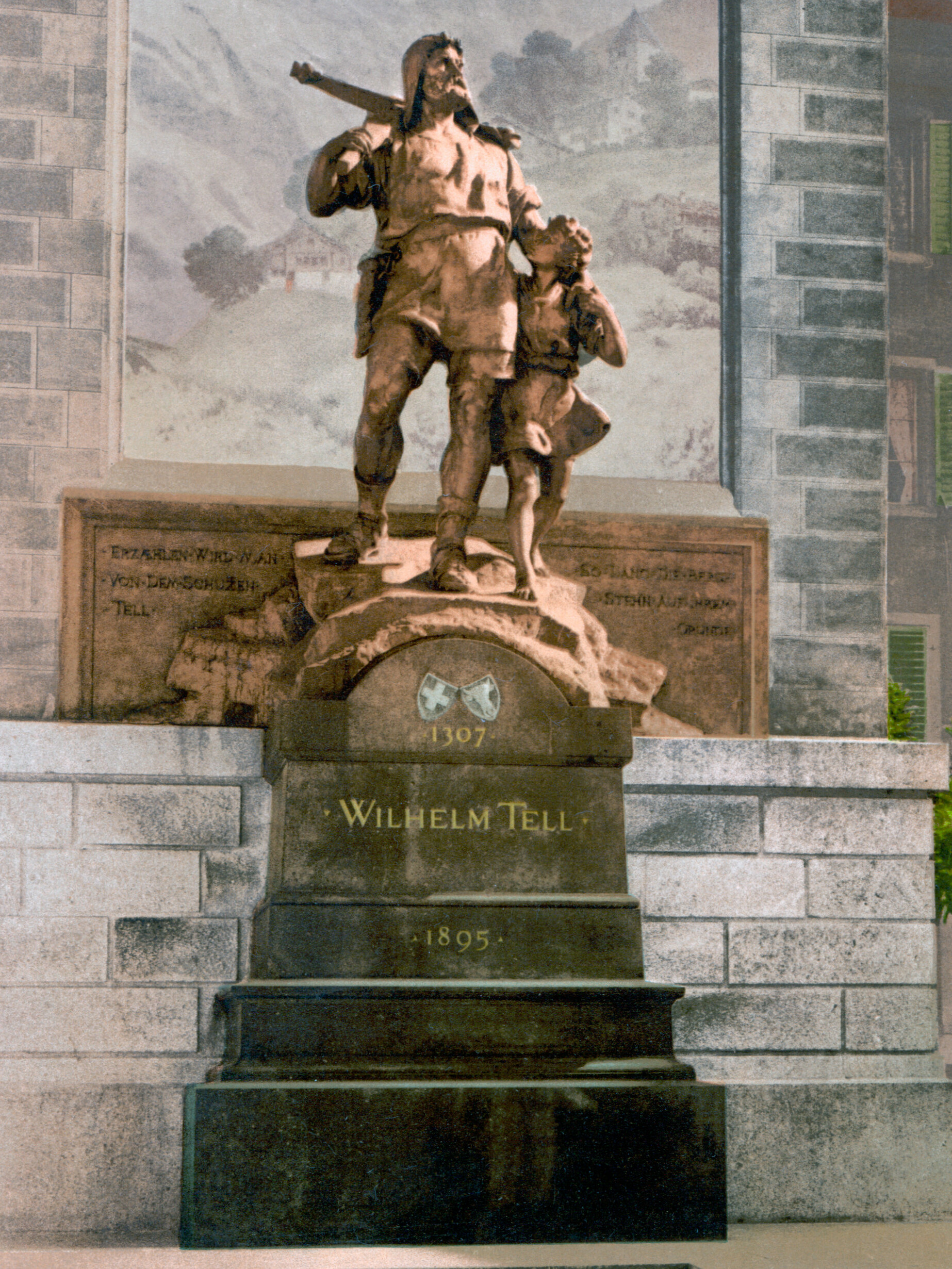
Wilhelm Tell z synem – pomnik w Altdorf

Scena 1 – rozpoczyna się na podwórzu Tella, który w charakterystyczny dla niego sposób naprawia furtkę. Wyrusza ze swoim starszym synem do Altdorfu, a próby powstrzymania go przez żonę Hedwig, która przeczuwa najgorsze, nie przynoszą rezultatu.
Scena 2 – Bertha von Bruneck zdobywa podczas polowania poparcie Ulricha von Rudenza dla sprawy przymierza.
Scena 3 – dramatyczny punkt kulminacyjny. Tell nie kłania się kapeluszowi Hermana Gesslera i zostaje aresztowany przez żołnierzy. Gessler sam się pojawia i zmusza go, aby ten zestrzelił jabłko z głowy jego syna, w zamian za ich życie i wolność. Tell wyciąga swój kołczan i z kuszy trafia jabłko. Na pytanie zarządcy, po co mu była potrzebna druga strzała, Tell unika odpowiedzi. Gessler gwarantuje mu wolność, jeśli ten odpowie. Wilhelm Tell mówi mu, że druga strzała była przeznaczona dla niego, w razie gdyby trafił syna. Gessler wycofuje się z obietnicy i każe go związać i wtrącić do więzienia.
Akt 4
Scena 1 – Tellowi udaje się uciec oprawcom w czasie burzy. Młody chłopak pokazuje mu tajne przejście do Küssnacht i oznajmia jego ojcu, że jeszcze o nim będzie głośno.
Scena 2 – Umierający wśród jego służby i przyjaciół Attinghausen oznajmia, że specjalne przywileje szlachty się kończą, a jego ostatnie słowa to – Bądźcie zgodni – zgodni- zgodni. Jego bratanek Rudenz wstępuje do sojuszu przymierza.
Scena 3 – w wąwozie przy Küssnacht Tell wyczekuje Gesslera. Jego monolog daje mu mocny motyw do niełatwej decyzji. Chce położyć kres „diabelskim, nienaturalnym" występkom zarządcy. Strzała Tella zabija go w momencie, gdy ten chce stratować na koniu błagającą go o coś kobietę.
Akt 5
Scena 1 – Zamek Zwingburg w Altdorfie zostaje zniszczony, Rudenz i syn chłopa Melchthal ratują Bertę z więzienia. Następnie przychodzi wiadomość od Johannesa Müllera (Schiller upamiętnił w ten sposób szwajcarskiego historyka Johannesa von Müllera, któremu zawdzięczał wiele informacji i szczegółów). Król Albrecht I Habsburg został zamordowany przez jego bratanka Jana Parracide, za to że ten chciał mu odebrać prawa do dziedzictwa. Właśnie ów król gardził zagwarantowaną niezależnością Szwajcarów i chciał ich uczynić poddanymi Habsburgów.
Scena 2 – Żona Tella zarzuca mu, że ten naraził życie syna. Zbiegły Parricida pojawia się i prosi wyzwoliciela Tella o pomoc. Ten wskazuje mu na dużą różnicę czynów obu figur i przekonuje go, aby ten udał się do Rzymu i prosił o możliwość odpokutowania jego „strasznego występku".
Scena 3 – przybywa tłum i wychwala czyny Tella. Schiller, mistrz dramatycznych końcówek, wycofuje Tella z pierwszego planu i kończy sztukę, ukazując kobiety i zniewolonych ludzi. Bertha von Bruneck wiąże się z Rudenzem, przez którego słowa wszyscy pognębieni przez tyranię stają się wolni.

## Interpretacja
Wilhelm Tell to ostatnia sztuka Schillera, ukończona 16 miesięcy przed jego śmiercią. Pobożny myśliwy górski Tell jest naturalnym i kochającym wolność człowiekiem czynu („Kto myśli zbyt wiele, mało osiągnie"), który sprzeciwia się sadystycznemu zarządcy Gesslerowi. Ten jest wcieleniem bezdusznej, moralnie upadłej żądzy władzy. Zmuszając Tella do zestrzelenia jabłka z głowy dziecka, pokazuje on nienaturalną upadłość.
Z powodu aspektów cywilizacyjnych, ale też dzięki jej artystycznej formie sztuka stała się najważniejszą pozycją czytaną w niemieckich gimnazjach po upadku Trzeciej Rzeszy.

### Prawo do oporu
W scenie w rejonie Rütli Schiller w formie monologu Wernera Stauffachera ukazuje jego pojmowanie indywidualnej i kolektywnej racji do walki i oporu. Wynika z niego, że władza tyrańska ma swoje granice, a ludzie mają prawo do obrony swojej wolności.
„Pierwotny stan natury powraca ponownie” – to stwierdzenie odnosi się do schillerowskiego sposobu rozumienia prawa natury. Tell ucieleśnia ideał wolnej jednostki, która jest świadoma rozumnej istoty ludzkiej natury, która nie daje się ujarzmić innym jednostkom. Opór przeciwko siłom okupacyjnym jest usprawiedliwiony, gdyż Szwajcarzy broniąc swojej wolności, bronią także swej godności.
Język i mowa nie są dla Tella – tak długo jak rozchodzi się o naturalnie działającą jednostkę – podstawową formą wyrazu oraz chętnie eksponowanym dyskursywnym medium. Dlatego Tell mówi na początku sztuki niewiele, a usprawiedliwiając coś, przyozdabia swoją wypowiedź w ludowe sformułowania: „Ciężkie serce, nie stanie się lżejsze dzięki słowom”. Jego późniejszy monolog pokazuje dopiero, że nastąpiła w nim duża zmiana. Po zabiciu Gesslera nie będzie już używał swojej broni.

### Stusunek do rewolucji 1789 r.

Geßler i Tell

Schiller zajmuje się pośrednio w sztuce rewolucją francuską, chociaż jego ówcześni czytelnicy oczekiwali od niego bezpośrednich odniesień. Jakobińscy rewolucjoniści powoływali się na mit Tella, gdy ścinali francuskiego króla, tak samo jak licznych reprezentantów szlachty i stojących im w opozycji buntowników trzeciego stanu.
45-letniemu Schillerowi chodziło bardziej o zachowanie i rozwój wspaniałości w ludzkiej naturze w ogóle, gdzie przeciwstawia on moralnie rozwiniętą osobowość oraz prawnie uporządkowaną kolektywność rządom despotycznym. (Przemowa barona Attinghausena na łożu śmierci, IV akt, druga scena). Schiller odnosi się przy tym do rewolucyjnej Deklaracji Praw Człowieka z 1789. Relacja napięcia między indywidualną wolnością a ludzką solidarnością, obok prawa do walki i oporu, jest jednym z głównych tematów dramatu, który odzwierciedla się w wielu sytuacjach na różny sposób – od ocalenia Baumgartena przed jego prześladowcami (akt I, scena 1) poprzez sprzysiężenie na Rütli (akt II, scena 2), także przez uniknięcie poniżenia przed kapeluszem Gesslera, dalej przez strzał w jabłko na głowie Waltera (akt III, scena 3), aż po scenę z Janem Parricdią (akt V, scena 2). Schiller tematyzuje też podczas sceny w Rütli brutalne wybryki rewolucji i jakobińską władzę strachu, gdy Walther Fürst mówi o dawnych prawach ojców, które chcą oni przywrócić przez przepędzenie prześladowców i zburzenie zamków, lecz jeśli to możliwe, bez przelewu krwi.

## Historia dzieła
Wilhelm Tell został napisany przez Friedricha Schillera między rokiem 1803 i 1804. W 1804 sztuka została opublikowana w ramach pierwszej edycji w liczbie 7 tysięcy kopii. Od momentu publikacji, dramat został przetłumaczony na wiele języków, włączając w to słoweński, chorwacki, turecki, rumuński i hebrajski.
Friedrich Schiller (który nigdy nie był w Szwajcarii, lecz jako historyk był dobrze poinformowany) został zainspirowany do napisania sztuki o legendarnym strzelcu wyborowym Wilhelmie Tellu przez swoją żonę Lotte, która znała kraj z własnego doświadczenia. Po tym jak jego przyjaciel Johann Wolfgang Goethe wrócił z jego drugiej podróży z Jeziora Czterech Kantonów w 1779 roku, Schiller zaczął zbierać materiały.
Większość informacji o szwajcarskiej konfederacji Schiller zaczerpnął z Chronicon Helveticum autorstwa Aedgidus Tschudi, z History of the Swiss Confederation Johannesa von Müllera, jak i z kronik Petermanna Etterlina i Johanna Stumpfa.

## Premiera i wpływ
Sztuka, w reżyserii Goethego, miała swoją prapremierę 17 marca 1804 r. w Weimarze. W okresie letnim 1912 i 1914 oraz ponownie między 1931 a 1939, dramat był wystawiany w Interlaken. Od 1947 r.sztuka była tam grana corocznie. W 2004 roku dramat został po raz pierwszy wystawiony na łąkach Rütli z okazji 200. rocznicy premiery.
Filipiński rewolucjonista i nacjonalista José Rizal, mocno zainspirowany Schillerem i jego pracami, przetłumaczył sztukę na język tagalski w 1886 r. W XIX wieku Wilhelm Tell inspirował wielu bojowników o wolność, m.in. we Włoszech oraz w Imperium Rosyjskim.
Chociaż sztuka Schillera była często wystawiana w czasach reżimu nazistowskiego, została ona wycofana ze scen w 1941 r. Adolf Hitler, który ledwie uniknął zabójstwa z rąk młodego Szwajcara Maurice'a Bavaud (Rolf Hochhuth nazwał go potem nowym Wilhelmem Tellem), publicznie utyskiwał, że „akurat Schiller musiał uświetnić tego szwajcarskiego strzelca wyborowego". Nazistom szczególnie nie podobał się tekst przysięgi z Rütli, na którą powoływały się niemieckie kręgi opozycyjne. 12 XII 1941 szef Kancelarii Rzeszy poinformował ministra oświaty, że życzeniem Hitlera jest rezygnacja z wykorzystywania "Wilhelma Tella" w nauczaniu szkolnym.

## Literatura
- Harald Maihold: "Ein rechter Schütze hilft sich selbst" – Nothilfe, Freiheit und Solidarität in Schillers Wilhelm Tell, in: ius.full 2008, S. 106-116
- Beate Nordmann: Friedrich Schiller: Wilhelm Tell. Königs Erläuterungen und Materialien (Bd. 1). Hollfeld: C. Bange Verlag 2001. ISBN 978-3-8044-1691-8
- Georg Ruppelt: Hitler gegen Tell. Die „Gleich- und Ausschaltung“ Friedrich Schillers im nationalsozialistischen Deutschland (Reihe: Lesesaal, 20) CW Niemeyer, Hameln 2005 ISBN 3-8271-8820-2